# Afrotapejara
Afrotapejara („africká Tapejara“) byl rod tapejaridního pterodaktyloidního ptakoještěra, který žil v období rané svrchní křídy (geologický stupeň cenoman, asi před 95 miliony let) na území dnešního Maroka (sedimenty souvrství Kem Kem Beds). Jedná se o prvního tapejarida objeveného v Africe a čtvrtého ptakoještěra objeveného v sedimentech zmíněného souvrství. Typový druh Afrotapejara zouhri byl formálně popsán v roce 2020 britským paleontologem Davidem Martillem a jeho kolegy.

## Objev a popis
Holotyp nese označení FSAC-KK 5004 a jedná se o částečně dochované rostrum (čelist), která byla již dříve prodána na černém trhu s fosiliemi. Později byl do stejného druhu zařazen i materiál, objevený již v 90. letech 20. století. Vzhledem k objevenému fragmentu čelisti o délce 15 cm je možné rekonstruovat původní délku lebky asi na 40 až 50 cm a rozpětí křídel zhruba na 3,5 až 5 metrů.